# Walter Malmquist
Walter August Malmquist (ur. 3 marca 1956 w Fort Bragg) – amerykański skoczek narciarski i kombinator norweski. Najlepsze wyniki w Pucharze Świata osiągnął w sezonie 1979/1980, kiedy zajął 65. miejsce w klasyfikacji generalnej.
Startował w kombinacji norweskiej na igrzyskach olimpijskich w 1976 w Innsbrucku oraz w kombinacji norweskiej i skokach narciarskich na igrzyskach w 1980 w Lake Placid, ale bez sukcesów.

## Kombinacja norweska

### Igrzyska olimpijskie

#### Indywidualnie
| 1976 Innsbruck   | – | 29. miejsce |
| 1980 Lake Placid | – | 12. miejsce |

## Skoki narciarskie

### Puchar Świata w skokach narciarskich

#### Miejsca w klasyfikacji generalnej
- sezon 1979/1980: 65

### Igrzyska olimpijskie
- Indywidualnie
  - 1980 Lake Placid (USA) – 27. miejsce (normalna skocznia)